# Lex Veldhuis
Lex Veldhuis (Vlissingen, 29 december 1983) is een Nederlands professioneel pokerspeler. Hij won onder meer het €1.000 Main Event - No Limit Hold'em-toernooi van de Dutch Poker Open 2010 in zijn toenmalige woonplaats Rotterdam, goed voor $86.130,- aan prijzengeld. Hij werd in januari 2009 opgenomen in 'Team PokerStars' Pro Holland, waarvan hij deel uitmaakte samen met onder meer Marcel Lüske en Fatima Moreira de Melo.
Veldhuis won tot en met mei 2020 meer dan $687.000,- in live pokertoernooien (cashgames niet meegerekend). Hij was de eerste Nederlander die werd uitgenodigd om te komen spelen in het televisieprogramma High Stakes Poker, in seizoen zes. Daarnaast was hij te zien in onder meer het televisieprogramma The Big Game als een van de vijf profs die aan een tafel gaan zitten met een door het programma van $100.000,- aan speelgeld voorziene amateur.
In 2016 werd Veldhuis opgenomen in de Nederlandse Poker Hall of Fame, samen met Rob Hollink en Peter Voolstra.

## Pokercarrière

### De eerste jaren
Veldhuis was in zijn jeugd een begaafd StarCraft-speler. Tijdens een van de internationale toernooien daarin, ontmoette hij Bertrand Grospellier, die van hetzelfde spel overgestapt was op poker. Hij maakte Veldhuis ook enthousiast voor het spel, waarmee de geboren Zeeuw op internet begon. Daar maakte hij naam onder het pseudoniem 'RaSZi'. Dat was niet alleen te danken aan de kwaliteit van zijn spel, maar ook aan zijn snelheid van spelen en het feit dat Veldhuis doorgaans aan meer dan tien online tafels tegelijk pokerde. Dat deed hij ook in zelfs voor pokerbegrippen relatief lange sessies. Hij begon aan tafels met limieten van $0.01/0.02 (small blind/big blind) en klom zo op tot tafels van $5.00/10.00 en hoger.
Toen Veldhuis zich ook met live-toernooien bezig ging houden, moest hij eraan wennen dat de handelingen daarin veel trager gaan dan op internet. Dit resulteerde soms in irritatie, wat ten koste ging van zijn spel. Hij raakte na een televisie-uitzending van een pokerprogramma bevriend met Raemon Sluiter, die hem advies gaf op het vlak van sportmentaliteit. Veldhuis begeleidde op zijn beurt Sluiters vriendin Fatima Moreira de Melo bij haar poging een volwaardig profpokerspeelster te worden.

### Resultaten
Voor Veldhuis in oktober 2010 het Dutch Poker Open won, boekte hij verschillende andere aansprekende resultaten in live-toernooien. Zo speelde hij zich op de World Series of Poker van 2007 tot en met die van 2010 acht keer in het prijzengeld, waarvan één keer aan een finaletafel. In het $40.000 No Limit Hold'em - 40th Anniversary event van de World Series of Poker 2009 werd Veldhuis zevende aan een finaletafel met onder meer Ted Forrest, Vitaly Lunkin en Greg Raymer. Daarmee verdiende hij $277.939,-, waar na de $5.000 No Limit Hold'em - Shootout en het  $ 5,000 No Limit Hold'em - Six Handed-toernooi nog ruim $26.000,- bij kwam. Aan zijn resultaten hield hij bovendien een uitnodiging om te verschijnen in High Stakes Poker over.
Veldhuis won in februari 2006 voor het eerst prijzengeld op een toernooi van de European Poker Tour, toen hij twintigste werd in het €4.000 EPT No Limit Hold'em-toernooi van de EPT French Open in Deauville (goed voor $10.536,-). Hij 'cashte' later ook op EPT's in San Remo ($10.477,-), Hinterglemm ($8.542,-) en Monte Carlo ($53.251,-). In mei 2007 speelde Veldhuis zich voor het eerst in de prijzen op de World Poker Tour, toen hij twintigste werd in het $9.700 No Limit Hold'em - Championship Event van het Mandalay Bay Poker Championship (goed voor $13.115,-).

### Twitch streamer
Veldhuis begon met het streamen van poker op streamingplatform Twitch in 2016. Sindsdien is hij uitgegroeid tot de grootste poker streamer ter wereld. Veldhuis streamt volgens een vast schema met iedere week streams op dinsdag tot en met vrijdag, en zondag. Op 19 mei 2020 verbrak Lex Veldhuis zijn eigen record voor meeste viewers voor een pokeruitzending. Hij trok een publiek van 58.799 kijkers toen hij ver kwam in het $10.000 kostende SCOOP Main Event. Daarmee trok hij niet alleen het grootste publiek voor een pokerstream in de geschiedenis van Twitch, ook stond hij op dat moment bovenaan van alle streams op het platform.